# Union (Missouri)
Union – miasto w Stanach Zjednoczonych, w stanie Missouri, siedziba administracyjna hrabstwa Franklin.